# Crkva sv. Jurja na Putalju
Crkva svetog Jurja u Putalju, poviše Kaštel Sućurca je zadužbina hrvatskog kneza Mislava (835. – 845.), koji ju je dao sagraditi 839. godine. Ime Kaštel Sućurca izvodi se iz imena crkve.
Knez Mislav je dao sagraditi svoju zadužbinu na kraljevskoj zemlji (territorium regale) i poklonio joj je posjede u Lažanama i Tugarima u Poljicama, o čemu svjedoči potvrda stečenih prava koje je potvrdio njegov nasljednik, knez Trpimir (845. – 864.) u darovnici napisanoj 4. ožujka 852. godine u vladarskom dvoru u Bijaćima kod Trogira. Crkva je bila predana pod ingerenciju splitskog nadbiskupa, što je osporio ninski biskup Adelfred, zbog čega je knez Muncimir (892. – 910.) u crkvi svete Marte u Bijaćima, 892. godine izdao novu povelju u korist Splitske nadbiskupije.
Predromanička crkva sv. Jurja porušena je u 17. stoljeću, a sačuvana je kasnosrednjovjekovna apsida, koja je obnovljena i ugrađena u novu crkvu nadograđenu 1927. godine.

## Vanjske poveznice
- Arheološki lokaliteti: Sv. Juraj na Putalju (hrv.)